# Etta Moten
Etta Moten (Weimar (Texas), 5 de noviembre de 1901-Chicago (Illinois), 2 de enero de 2004) fue una actriz de películas y cantante estadounidense.
Es recordada principalmente por haber cantado la canción Carioca en la película de 1933 Volando a Río, canción que fue nominada al premio Óscar a la mejor canción original de dicho año 1933, y finalmente fue superada por la canción The Continental que cantó Ginger Rogers en la película La alegre divorciada. Y en la ópera fue célebre su interpretación de Bess en Porgy and Bess, la famosa obra de George Gershwin.